# Altmann von Lurngau

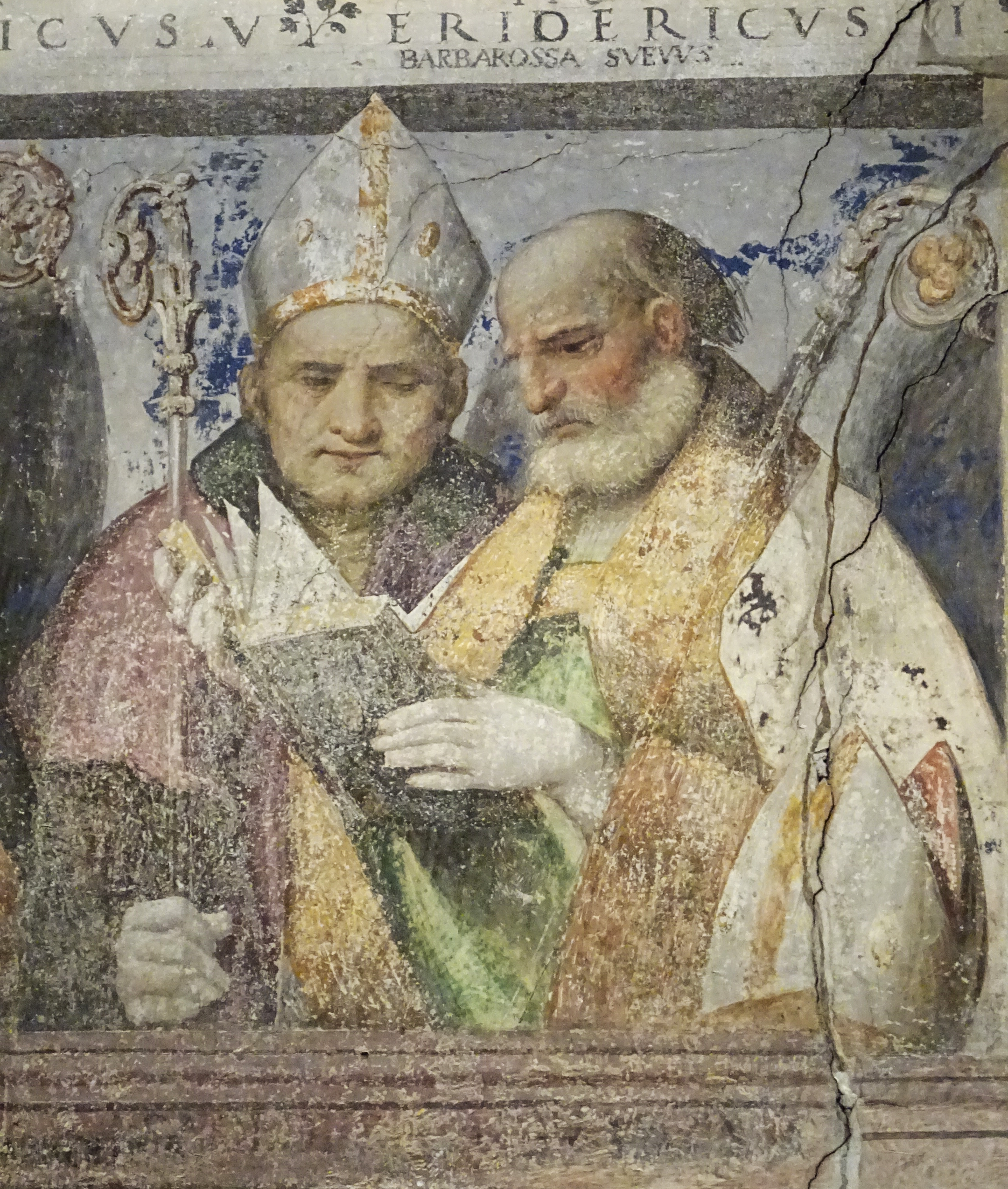
Altmann (rechts) in einem Fresko von Marcello Fogolino im Castello del Buonconsiglio, Trient

Altmann von Lurngau († 27. März oder 3. April 1149 in Trient) war Bischof von Trient und Zweitgründer des Klosters Suben.
Altmann war der Sohn des Grafen Udalschalk und Adelheid, Tochter der Tuta von Formbach. Altmann war zuerst Mitglied des Passauer Domkapitels, bevor er zum Bischof von Trient gewählt wurde (1124–1149). Er gilt mit seinem reichen Erbe in Kärnten, in der Steiermark und im Innviertel als zweiter Gründer des Klosters Suben. Um 1120 wurde ein Diplom ausgestellt, in dem es heißt: „Allen Gläubigen sei kundgetan, dass Graf Udalschalk und seine Gattin Adelheid ihrem (Sohne) Altmann Suben übergeben haben und den Altar des heiligen Lambert, des Blutzeugen Christi, mit allem, was dazugehört, damit er dies den Klerikern überlasse, die dort – nach dem Willen der Vorfahren – Gott dienen.“ 1125 oder 1126 übereignete er der Kirche in Suben, „in der auch seine Eltern ruhen“, eine große Anzahl von Orten in Kärnten und im Innviertel. 1126 vertauschte er seine Kirche in Kolbnitz an Erzbischof Konrad I. von Salzburg und erhielt als Gegengabe das Tauf- und Begräbnisrecht für die Kirche in St. Margarethen am Hengist. Am 5. Februar 1135 stiftete er der Kirche zu Suben einen Altar zu Ehren der Hl. Dreifaltigkeit, der Hl. Maria und allen Heiligen. 1142 unterstellte Altmann in einem feierlichen Akt das Kloster Suben dem Domstift Salzburg, damit es nach der Regel des Hl. Augustinus lebe. Salzburg sollte auch immer den neuen Propst bestimmen, dem ohne Widerrede zu gehorchen sei.
1144/45 erbat sich Altmann vom Grafen Ulrich von Eppan dessen kleine Burg auf einem Hügel über St. Michael an der Etsch und begründete dort ein Augustiner Chorherrenstift, das er vermutlich mit Chorherren aus Suben besiedelte.
1146 nahm Papst Eugen III. Suben in seinen besonderen Schutz und bestätigte alle Rechte und Besitzungen. Bischof Altmann nahm noch 1147 an Verhandlungen in Passau teil. Er starb zwei Jahre später in Trient, sein Leichnam wurde nach Suben überführt und an der Seite seiner Eltern beigesetzt. Von diesen Gräbern gibt es heute aber keine Spur mehr.